# Villas de Elguera
Villas de Elguera es una localidad del estado mexicano de Guanajuato. Es parte del municipio de Celaya. Fue fundada el 27 de junio de 2013.

## Demografía
| Censo | Población |
| ----- | --------- |
| 2020  | 1 345     |